# Davidian (Band)
Davidian ist eine baden-württembergische Thrash- und Melodic-Death-Metal-Band aus Plüderhausen, die im Jahr 1997 gegründet wurde.

## Geschichte
Die Band wurde im Sommer 1997 als Schülerband von den Gitarristen Alex Schniepp und Micha Weidler gegründet. Mit Alex’ Bruder Benni als Sänger, Michas Bruder Tobi als Schlagzeuger sowie dem Bassisten Salli Indovina begann die Band Lieder von Gruppen wie Slayer, Kreator oder Destruction zu covern. Im Jahr 1998 kam Tim Hinderer als neuer Bassist zur Besetzung, ehe ein Jahr später Ire Chris Prendergast als neuer Sänger zur Band kam. Zusammen nahmen sie ein erstes Demo auf, dem im Januar 2000 unter dem Namen …in Pain ein zweites folgte. Kurz nach den Aufnahmen verließ der Schlagzeuger Tobi Weidler die Band und wurde, nachdem die Gruppe übergangsweise mit Session-Schlagzeugern gearbeitet hatte, Ende 2000 durch Alex Scherf ersetzt. Es folgte Auftritte zusammen mit Die Apokalyptischen Reiter, Blackened und Behind the Scenery. Im Sommer 2003 nahm die Band in Eigenregie das Debütalbum Abuse of Power auf, das im September auf der bandeigenen Website erschien. Danach folgten weitere Auftritte, mit unter anderem Teilnahmen an Festivals wie dem Up from the Ground, dem Kaltenbach Open Air und dem Metallic Noise Festival. Zudem organisierte die Gruppe ihr eigenes Festival unter dem Namen Zabbaduschder Open Air. Nachdem der Sänger Prendergast die Band verlassen hatte, wurde er nach längerer Suche Anfang 2006 durch den US-Amerikaner Dave Hopkins ersetzt. Kurz darauf begann die Band mit den Arbeiten zum zweiten Album Hear Their Cries. Im Februar 2007 begab sie sich in das Stage One Studio, in dem sie unter der Leitung von Andy Classen das Album aufnahm. Danach machte sich Davidian auf die Suche nach einem Label, das sie mit Limited Access Records fand. Hierüber erschien das Album Ende April 2008. Der Tonträger wurde weltweit über Rough Trade und Intergroove vertrieben. Zur Veröffentlichung spielte die Band Auftritt zusammen mit Fleshcrawl, Subconscious und Creature. 2009 spielte Band diverse Konzerte und trat auf mehreren Festivals auf, und trat dabei unter anderem zusammen mit Hatebreed, Heaven Shall Burn, Vader, Cryptopsy, Whitechapel und Maroon auf. Im Mai 2010 nahm die Band im Antfarm Studio in Aarhus, Dänemark, mit dem Produzenten Tue Madsen ein neues Album auf. Mittlerweile war mit Tobias Brausch ein neuer Sänger in der Band. Nach einem Auftritt auf dem Summer Breeze im Jahr 2011, erschien im Februar 2012 schließlich das Album Our Fear Is Their Force. Die Band hatte zuvor im November 2011 einen Plattenvertrag mit Massacre Records erreicht. Zudem erschien ein Musikvideo für das Lied Fake Society, wobei die Band bei der Erstellung vom Produktionsteam Schwarze Katze unterstützt worden war.

## Stil
Laut laut.de hat sich die Band auf Abuse of Power stark am Thrash Metal der 1980er Jahre orientiert. Laut Jan Fleckhaus vom Metal Hammer spielt die Band auf Hear Their Cries klassischen Thrash Metal mit modernen Ansätzen. Er beschrieb die Musik als eine Mischung aus Slayer, Exodus, Kreator, Machine Head, Fear Factory und Sepultura. Der Sängerwechsel falle im Vergleich zum Vorgänger kaum ins Gewicht. Christian Kruse vom Metal Hammer bemerkte in seiner Rezension zu Our Fear Is Their Force einen Genrewechsel weg vom klassischen Thrash Metal hin zum modernen Death Metal im Stil von Heaven Shall Burn. Die Riffs der Lieder würden sich meist im mittleren Geschwindigkeitsbereich bewegen. Das Album komme ohne Klargesang aus, stattdessen wechsele er „zwischen Gebell, rauem Thrash-Gesang und Death Metal-Grunzern“. Matthias Weckmann bestätigte in einer späteren Metal-Hammer-Ausgabe den Genrewechsel. Die Band habe sich anfangs auf klassischen Thrash Metal der Marke Legion of the Damned spezialisiert, während sie sich seit Our Fear Is Their Force verstärkt an Gruppen wie Heaven Shall Burn, Neaera und Maroon orientiere. Alex Scherf gab im Interview mit Weckmann an, dass der Albumtitel kritisiere, dass die Gesellschaft von Ängsten kontrolliert werde.

## Diskografie
- 1999: Demo 99 (Demo, Eigenveröffentlichung)
- 2000: …in Pain (Demo, Eigenveröffentlichung)
- 2003: Abuse of Power (Album, Eigenveröffentlichung)
- 2008: Hear Their Cries (Album, Limited Access Records)
- 2012: Our Fear Is Their Force (Album, Massacre Records)